# Årets finländska idrottare
Årets finländska idrottare har valts sedan år 1947. Valet förrättas av den enspråkigt finska föreningen Urheilutoimittajain Liitto ry (på svenska "Sportredaktörernas förbund"). Fram till år 2008 valde man skilt den bästa manliga resp. kvinnliga idrottaren (vissa år endast en), från 2009 har ingen åtskillnad gjorts:
- 1947  Mikko Hietanen och Lassi Parkkinen, Kerttu Pehkonen
- 1948  Heikki Hasu, Sylvi Saimo
- 1949  Viljo Heino, Eevi Huttunen
- 1950  Heikki Hasu, Sylvi Saimo
- 1951  Veikko Karvonen, Eevi Huttunen
- 1952  Veikko Hakulinen, Sylvi Saimo
- 1953  Veikko Hakulinen, Eevi Huttunen
- 1954  Veikko Hakulinen, Siiri Rantanen
- 1955  Voitto Hellsten, Mirja Hietamies
- 1956  Antti Hyvärinen, Siiri Rantanen
- 1957  Olavi Vuorisalo, Iiris Sihvonen
- 1958  Vilho Ylönen, Siiri Rantanen
- 1959  Juhani Järvinen, Siiri Rantanen
- 1960  Veikko Hakulinen, Eevi Huttunen
- 1961  Kalevi Huuskonen, Mirja Lehtonen
- 1962  Pentti Nikula, Maire Rautakoski
- 1963  Pentti Eskola, Mirja Lehtonen
- 1964  Eero Mäntyranta, Kaija Mustonen
- 1965  Jouko Launonen, Maire Lindholm
- 1966  Eero Mäntyranta, Eila Pyrhönen
- 1967  Eero Tapio, Eija Krogerus
- 1968  Kaarlo Kangasniemi, Kaija Mustonen
- 1969  Kaarlo Kangasniemi, Marjatta Kajosmaa
- 1970  Kalevi Oikarainen, Marjatta Kajosmaa
- 1971  Juha Väätäinen, Marjatta Kajosmaa
- 1972  Lasse Virén, Marjatta Kajosmaa
- 1973  - , Mona-Lisa Pursiainen
- 1974  - , Riitta Salin
- 1975  Heikki Ikola, Helena Takalo
- 1976  Lasse Virén, Helena Takalo
- 1977  Pertti Ukkola, Lea Hilokoski
- 1978  - , Helena Takalo
- 1979  Pertti Karppinen, Outi Borgenström
- 1980  Pertti Karppinen, Hilkka Riihivuori
- 1981  Heikki Ikola, Hilkka Riihivuori
- 1982  Keke Rosberg, Hilkka Riihivuori
- 1983  - , Tiina Lillak
- 1984  - , Marja-Liisa Hämäläinen
- 1985  Matti Nykänen, Marja-Liisa Kirvesniemi
- 1986  - , Marjo Matikainen
- 1987  - , Marjo Matikainen
- 1988  Matti Nykänen, Marjo Matikainen
- 1989  - , Marjo Matikainen
- 1990  - , Päivi Alafrantti
- 1991  Kimmo Kinnunen, Marja-Liisa Kirvesniemi
- 1992  Toni Nieminen, Marjut Lukkarinen
- 1993  Juha Kankkunen, Sari Essayah
- 1994  Jani Sievinen, Sari Essayah
- 1995  Jari Litmanen, Sari Laine
- 1996  - , Heli Rantanen
- 1997  Mika Myllylä, Raija Koskinen
- 1998  Mika Häkkinen, Satu Pusila
- 1999  Mika Myllylä, Tuuli Matinsalo
- 2000  Arsi Harju, Pia Sundstedt
- 2001  Sami Hyypiä, Pirjo Muranen
- 2002  Samppa Lajunen, Heli Koivula
- 2003  - , Hanna-Maria Seppälä
- 2004  Marko Yli-Hannuksela, Tanja Poutiainen
- 2005  Janne Ahonen, Tanja Poutiainen
- 2006  Jukka Keskisalo, Tanja Poutiainen
- 2007  Tero Pitkämäki, Virpi Kuitunen
- 2008  - , Satu Mäkelä-Nummela
- 2009  Aino-Kaisa Saarinen
- 2010  Minna Kauppi
- 2011  Kaisa Mäkäräinen
- 2012  Tuuli Petäjä-Sirén
- 2013  Tero Pitkämäki
- 2014  Iivo Niskanen och Sami Jauhojärvi
- 2015  Tero Pitkämäki
- 2016  Leo-Pekka Tähti
- 2017  Iivo Niskanen
- 2018  Iivo Niskanen
- 2019  Teemu Pukki
- 2020  Lukáš Hrádecký
- 2021  Matti Mattsson[1]
- 2022 Iivo Niskanen
- 2023 Lauri Markkanen
- 2024 Aleksandr Barkov